# Leucanopsis quanta
Leucanopsis quanta är en fjärilsart som beskrevs av William Schaus 1896. Leucanopsis quanta ingår i släktet Leucanopsis och familjen björnspinnare. Inga underarter finns listade i Catalogue of Life.